# 松延玹
松延 玹（まつのべ げん、1845年〈弘化2年1月〉 - 1921年〈大正10年〉9月20日）は、明治から大正時代の政治家、実業家。衆議院議員（1期）。

## 経歴
水戸出身。弘道館に学ぶ。1871年（明治4年）藩命を受け諸国を遊歴したのち帰郷し、1874年（明治7年）の台湾出兵に際しては北京に渡った。1876年（明治9年）在北京公使館附学生となり、1878年（明治11年）書記生となった。翌年、上海領事館に転任。1882年（明治15年）朝鮮で壬午軍乱が勃発すると花房義質の随伴員として同地に赴いた。1884年（明治17年）帰朝し外務省一等属となるが、間もなく朝鮮で甲申政変が勃発すると井上馨に従い再び同地に赴いた。ついで奏任御用掛を経て、芝罘領事館副領事となり1887年（明治20年）帰朝し翌年職を辞して帰郷した。
1890年（明治23年）7月の第1回衆議院議員総選挙では茨城県第1区から出馬し当選。衆議院議員を1期務めた。その後、日本製鉄を創立した。